# CZ–1 hordozórakéta
A CZ–1 vagy Csang-cseng–1 (长征一号, Changzheng-1, jelentése: „Hosszú Menetelés–1”) egy kínai háromfokozatú hordozórakéta.

## Története
A rakéta fejlesztése 1965-ben kezdődött, amikor szükségessé vált egy hordozórakéta az első kínai műhold felbocsátásához. A kétfokozatú DF–4 interkontinentális ballisztikus rakéta (amely egy DF–3 rakéta első fokozataként, kiegészítve egy második fokozattal) adta az alapot, melyre egy harmadik szilárd hajtóanyagú fokozatot helyeztek, hogy képes legyen elérni az orbitális pályát. 1969 májusa és 1970 januárja között négy tolóerő-, valamint egy repülési tesztet végeztek. Egy évvel később[pontosabban?] pályára állította a Kína–1 műholdat.

## Technikai adatok
A hordozórakéta első két fokozata folyékony hajtóanyagú, míg a harmadik szilárd. Teljesítménye a szovjet Koszmosz hordozórakétához, illetve az amerikai Delta alaptípusához hasonló. Az alaptípus 300 kilogrammos tömeget képes 440 kilométeres magasságú pályára juttatni, 70 fokos pályaelhajlásnál.
A CZ–1 alaptípus teljes hossza hasznos teherrel 29,46 m, törzsátmérője 2,44 m, felszálló súlya 81,31 tonna. Repülés közben forgó mozgást (180 fordulat/perc) végzett. Sikerességi arány: 66,67% . Első indítás ideje 1969. november 16-án, az utolsó ideje 1971. március 3-án volt.
| Fokozat    | Starttömeg | Üres tömeg | Tolóerő     | Isp    | Égési idő | Isp(sl) | Átmérő | Fesztáv | Hossz   | Hajtóanyag        | Hajtóművek |
| ---------- | ---------- | ---------- | ----------- | ------ | --------- | ------- | ------ | ------- | ------- | ----------------- | ---------- |
| 1.: CZ–1–1 | 64 100 kg  | 4100 kg    | 1224,575 kN | 268 mp | 130 mp    | 241 mp  | 2,25 m | 4 m     | 17,84 m | Salétromsav/ UDMH | 4 x YF–2A  |
| 2.: CZ–1–2 | 15 000 kg  | 2700 kg    | 306,143 kN  | 275 mp | 115 mp    | 200 mp  | 2,25 m | 2,25 m  | 5,35 m  | Salétromsav/ UDMH | 1 x YF–2A  |
| 3.: CZ–1–3 | 2050 kg    | 250 kg     | 180,991 kN  | 254 mp | 38 mp     |         | 0,77 m | 0,77 m  | 3,95 m  | Szilárd           | 2 x GF–02  |

## Indítási napló
| Verzió | Dátum és időpont (UTC)  | Starthely                | Teher | Keringési pálya | Kilövés eredménye | Megjegyzés                                                                                 |
| ------ | ----------------------- | ------------------------ | ----- | --------------- | ----------------- | ------------------------------------------------------------------------------------------ |
| CZ–1A  | 1969. november 16.      | Csiucsüan (Jiuquan), LC2 | DFH–1 | –               | Sikertelen        | A második fokozat hibájából, a rakéta az indítás utáni 69. másodpercben a földbe csapódott |
| CZ–1A  | 1970. január 10.        | Csiucsüan (Jiuquan), LC2 |       | Szuborbitális   | Sikeres           |                                                                                            |
| CZ–1B  | 1970. április 24. 13:35 | Csiucsüan (Jiuquan), LC2 | DFH–1 | MEO             | Sikeres           | Kína első műholdja az űrben                                                                |
| CZ–1B  | 1971. március 3. 12:15  | Csiucsüan (Jiuquan), LC2 | SJ-1  | MEO             | Sikeres           | Kína második műholdja                                                                      |
| CZ–1D  | 1995. június 1.         | Tajjüan (Tàiyuán)        |       | Szuborbitális   | Sikeres           |                                                                                            |
| CZ–1D  | 1997. november          | Tajjüan (Tàiyuán)        |       | Szuborbitális   | Sikeres           |                                                                                            |
| CZ–1D  | 2002. január 30.        | Tajjüan (Tàiyuán)        |       | Szuborbitális   | Sikertelen        |                                                                                            |

## Külső hivatkozások
- Chang Zheng 1. astronautix.com. (Hozzáférés: 2018. szeptember 23.)